# Nāḩiyat Abnā' ar Rāfidayn
Nāḩiyat Abnā' ar Rāfidayn (arabiska: ناحية ابناء الرافدين) är ett underdistrikt i Irak.   Det ligger i provinsen Bagdad, i den centrala delen av landet. Huvudstaden Bagdad ligger i Nāḩiyat Abnā' ar Rāfidayn.